# Степска белогуза
Степска белогуза (лат. Oenanthe isabellina) је мала птица певачица која је раније била класификована као члан породице дроздова Turdidae, али се сада генерално сматра мухарицом Старог света из породице Muscicapidae. То је птица селица која се храни инсектима. Њено станиште су степе и отворени предели, а гнезди се у јужној Русији и централној Азији до северног Пакистана, а зимује у Африци и северозападној Индији. Веома је ретка птица луталица у западној Европи.
По боји подсећа на женку обичне белогузе, али је већа, 16-16,5 цм дужине, усправније и жућкасто-смеђе боје, а на репу има више црне боје. Термин isabelline односи се на обојеност сличну пергаменту. Подкрила и доњи покривачи крила су бели,али могу бити прошарани и сивом бојом. Полови су слични.

## Таксономија
Степску белогузу је фор,ално описао Кунрат Јакоп Теминк 1829 године у својо "Nouveau Recueil de Planches coloriées d'Oiseaux". Име потиче од специфичне речи isabellinus, неолатинске речи за „сивкасто-жуто“, и вероватно се односи на Изабелу I од Кастиље, за коју се каже да је обећала да неће мењати доњи веш док се Шпанија не ослободи од Мавара. „Пшенична“ није изведена од речи „пшеница“ нити било ког значења речи „клас“, већ је језичка кованица речи „бело“ и „задњица“ из 16. века, што се односи на истакнуту белу задњицу која се налази код већине врста. Специфични епитет Oenanthe потиче од старогрчких речи oenos (οίνος) „вино“ и anthos (ανθός) „цвет“. Односи се на повратак обичне белогузе (Oenanthe oenanthe) у Грчку у пролеће, баш када цвета винова лоза.

## Опис
Мужјак и женка степске белогузе су слични по изгледу. Горњи делови су бледо пешчано смеђе боје са нијансом "изабелина" (изабелина је бледо сиво-жуте, жућкасте, крем-смеђе или пергамент боје). Доњи део леђа је изабелинске боје, а сапница и горњи део репа су бели. Перје на репу је смеђе-црно са уским ивицама и врхом жућкасте боје и великом белом основом. Код спољашњих репних пера ово заузима више од половине дужине пера, али код централних пера је око једне трећине. Постоји пруга изнад ока кремасто бела, а покривач ушију је бледо смеђ. Брада је бледо кремаста, а грло бледо жућкасто. Груди су пешчане или изабелинске жућкасте боје, а стомак кремасто бео. Доњи део репа је бледо жућкасто-смеђе боје, а доњи део крила и подкрила су бели са тамним основама. Перје на крилима је смеђе-црно, са врховима и ивицама кремасто жућкасте боје. Кљун, ноге и стопала су црни, а дужице су смеђе.
Са дужином од 16,5 цм је прилично већа и блеђе боје од обичне белогузе (Oenanthe oenanthe). Кљун је дужи од  кљуна те птице, а покривачи ушију су блеђи, али иначе су птице веома сличне по изгледу и могу се помешати. Перје се пресвлачи два пута годишње, с тим што се потпуно пресвлачи крајем лета, а делимично пресвлачи средином зиме.
Оглашавање је цвркут, а понекад се чује и гласан звиждук. Песма је описана као песма слична шеви и почиње крекетом након чега следе разни звиждуци и укључује имитацију гласова других птица.

## Распрострањеност и станиште
Степска белогуза је миграторна врста са источнопалеарктичким подручјем гнежђења. Простире се од јужне Русије, Каспијског региона, пустиње Кизилкум и Монголије до Авганистана, Ирана, Ирака, Саудијске Арабије, Сирије, Јордана и Израела. Зимује у Африци и северозападној Индији. Јављала се као летња скитница у Грчкој, Кипру, Алжиру и Тунису.
Током сезоне гнежђења, цтепска белогуза се налази на отвореном простору, неплодним површинама, сушним пределима, степама, високим висоравнима и на нижим падинама брда. У својим зимским боравиштима заузима слична станишта у полусушним пределима, отвореном простору са ретким жбуњем и на ивицама обрађених површина, показујући посебну склоност ка песковитом тлу.

## Понашање
Степска белогуза је активна и немирна птица, креће се по земљи дугим скоковима, лепрша у ваздуху и седи на узвишењима или малим жбуновима. Њено држање је прилично усправно и стално се њише и маше, подижући и спуштајући реп. Понекад лепрша у ваздуху да би ухватила инсекте као плен, али углавном се храни по земљи, испитујући земљу кљуном. Њена исхрана укључује мраве, скакавце, мољце, муве, гриње, паукове и ларве инсеката, а понекад једе и семење.
Степске белогузе су самотне птице у својим зимским боравиштима и могу се удружити са другим врстама Oenanthe током миграције. По доласку на своја места за гнежђење, успостављају територије. Мужјак степске белогузе показује се женки тако што спушта, а затим рашири крила док пева, скаче на кратку удаљеност у ваздух или лети петнаестак метара, лебдећи и изводећи вратоломије, певајући све време, пре него што поново слети поред женке. Гнездо је обично под земљом, обично у празној рупи пике, текунице или кртице, или могу ископати свежу рупу. Гнездо је гломазно и састоји се од сушених трава. Полажу се четири до шест бледоплавих јаја, обично необележених, али понекад са расутим црвенкастим мрљама. Просечна величина јаја је 22,16 мм x 16,6 мм. Оба родитеља хране птиће малим гусеницама и другим инсектима. Након што напусте гнездо, птићи се настављају хранити око две недеље, али након тога родитељи их терају са територије. Сезона гнежђења почиње крајем марта у Турској, али тек у мају у Централној Азији. Вероватно постоје два легла у јужним деловима подручја.

## Статус
Степска белогуза има широк ареал, процењен на 11,7 милион квадратних километара и велику популацију са процењеним укупним бројем од 26 милиона до 378 милиона јединки. Чини се да је популација стабилна, а IUCN је у својој Црвеном списку IUCN оценио ову врсту као најмање угрожени таксон.